# Túmulos de Dilmum
Os Túmulos de Dilmum são um grupo de vinte e um sítios arqueológicos de necrópoles da civilização Dilmum, datadas entre os anos de 2050 a.C. e 1750 a.C.. Possui um total de 11.774 túmulos em uma área de 168,45 hectares, localizados nas regiões de Isa Town, Saar, Janabiyah, Ali, Buri, Karzakkan, Malikiyah, Dar Kulayb e Umm Jidr, na ilha do Barém. É um Patrimônio Mundial, tombado pela Organização das Nações Unidas para a Educação, a Ciência e a Cultura (UNESCO), no ano de 2019.

## Intervenções arqueológicas
A primeira exploração documentada foi feita pelo capitão britânico E. L. Durand, no final da década de 1880. Durand explorou dois montes funerários, mas por entender de arqueologia, fez com que o teto da câmara principal desabasse e danificasse o processo de exploração. Durante sua exploração, foi descoberto uma ossada humana na posição sentada, ossos de animais, duas tigelas de barro, fragmentos de marfim ou madeira e vários pedaços disformes de cobre ou latão oxidado. Em 1889, J. Theodore Bent e seu esposo exploraram dois montes funerários. Em um dos montes foi descoberto uma sepultura de dois andares com ricos móveis de sepultura, incluindo marfim, caixas circulares, fragmentos de várias estátuas, cerâmica, conchas de avestruz e pedaços de metal oxidado.
No ano de 1906, os primeiros estudos arqueológicos científicos foram feitos e sob o comando do coronel F. B. Prideaux, através do Departamento Arqueológico do Governo da Índia. Prideaux e sua equipe estudaram 67 túmulos, onde documentou todos os artefatos cerâmicos achados no interior e ao redor do túmulo. E também mapeou os principais túmulos de Ali. Em 1925, o arqueólogo Ernest Mackay estudou 31 montes funerários e foi o primeiro a estudar as diferentes técnicas de construção dos montes.
No início dos anos de 1950, a Expedição Arqueológica Dinamarquesa iniciou seus estudos na região e, entre os anos de 1961 e 1969, conseguiu fazer várias escavações de resgate em Ali, Umm Jidr, Dar Kulayb e Buri, durante o período de expansão de moradias nessas regiões. Durante este período, também houve explorações amadoras britânicas.
Os estudos nos montes ficaram um período parados, até o final da década de 1970. Com a expansão da cidade ameaçando a destruir os montes, o Departamento de Antiguidades da Jordânia, liderada M. Ibrahim, fizeram escavações de resgates de 61 montes em Janabiyah e Saar, durante os anos de 1977 e 1978.
Durante a década de 1980, as expansões das cidades continuaram a ameaçar os túmulos, e houve a necessidade de resgatar o máximo de túmulos possíveis. Além da equipe do Museu Nacional do Barém, várias equipes internacionais colaboraram com as escavações. Participaram as equipes das missões do Iraque, do Estados Unidos, da Tunísia, da Austrália, da Índia, do Japão e da França.
Entre os anos de 2003 e 2013, a Missão Dinamarquesa explorou os túmulos novamente. E o Museu Moesgaard juntamente com a Direção de Cultura e Patrimônio Nacional do Barém criaram o Bahrain Burial Mound Project com o objetivo de mapear os túmulos a partir de fotos aéreas utilizando o Sistema de Informação Geográfica (SIG).
No ano de 2014, uma missão japonesa, comandada por Takeshi Gotoh, foi convidada pelo Ministério da Cultura do Barém para fazer pesquisas nos túmulos. Durantes as escavações, foi descoberto que dois túmulos pertenceram a reis de Dilmum. Em um túmulo real, foi descoberto um fragmento de pedra com a inscrição cuneiformes do nome do rei Yagli-El.

## Tipologia dos túmulos
A forma de montes arredondados em que se encontram as sepulturas atualmente, não são a forma original. Este formato é originado das erosões ocorridas com o passar dos tempos. A forma original dos túmulos eram de torres baixas de pedras e cilíndricas. Os túmulos eram construídos com parede circular e com cobertura. Quando alguém falecia, o corpo era colocado deitado de lado, a cabeça voltada para o norte, com as pernas e os braços flexionados e com as mãos voltadas para o rosto. Colocavam oferendas, cerâmicas, espadas, punhas, joias e ornamentos de cobre e de bronze, depois a câmara era fechada com uma laje plana e depois era coberta com terra e cascalho.

### Túmulos individuais
Construídos em média com um diâmetro entre 6 a 10 metros e entre 2 a 3 metros de altura. Alguns túmulos receberam, em anexo, outros túmulos menores, em formato semicircular. Provavelmente pertenciam a pessoas com um vínculo familiar a pessoa enterrada no túmulo principal. Os túmulos construídos no período primitivo, são pequenos e compactos. E os túmulos do período tardio foram construídos maiores, com câmaras de parede de pedra seca e cobertos com cascalhos.

### Túmulos reais
Os Túmulos reais foram construídos com dois andares de câmaras e com 4 ou 6 alcovas de paredes rebocadas. O acesso era feito através de uma passagem quadrada com medidas entre 2 a 4 metros laterais e entre 8 a 10 metros de profundidade.